# Cave
För andra betydelser, se Cave (olika betydelser).

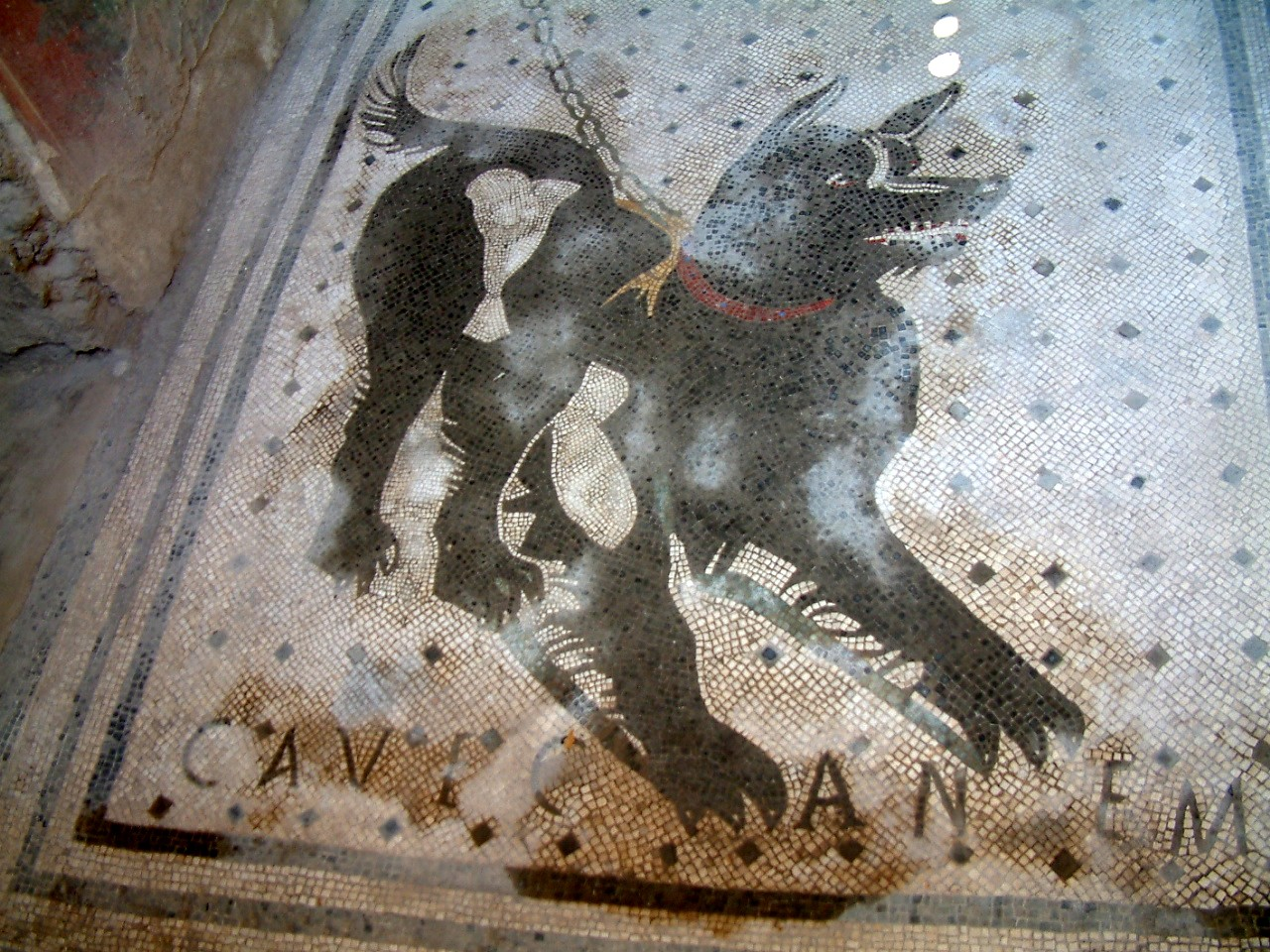
CAVE CANEM
Mosaik från ett hus i Pompeji begravd i vulkanaska år 79

Cave är latin för "akta dig för" (i infinitiv, cavere, "akta sig för"). Ses ofta i samband med medicinska ordinationer och i journaler då det rör viktig information som den som läser journalen kan behöva veta, exempelvis om patienten är överkänslig mot vissa preparat eller om patienten har en smittsam sjukdom, alternativt någon annan sjukdom som är av vikt att känna till. Ibland står uttrycket följt av ett utropstecken: cave! ex. cave! ASA (överkänslighet mot acetylsalicylsyrepreparat). 
Cave canem, "akta dig för hunden", var en inskrift vid ingången till fornromerska hus.